# Campionato mondiale maschile under 20 di calcio 1983
Il Campionato mondiale di calcio Under-20 1983 è stata la 4ª edizione del Campionato mondiale di calcio Under-20, organizzato dalla FIFA.
Si è svolto dal 2 al 19 giugno in Messico ed è stato vinto dal Brasile.

## Qualificazioni
| Confederazione    | Torneo di qualificazione              | Qualificata/e                                                      |
| ----------------- | ------------------------------------- | ------------------------------------------------------------------ |
| AFC               | AFC Youth Championship 1982           | Cina Corea del Sud                                                 |
| CAF               | African Youth Championship 1983       | Costa d'Avorio Nigeria                                             |
| CONCACAF          | CONCACAF Under-20 Tournament 1982     | Stati Uniti                                                        |
| CONMEBOL          | Campionato sudamericano Under-20 1983 | Argentina Brasile Uruguay                                          |
| OFC               | OFC Under-20 Tournament 1982          | Australia                                                          |
| UEFA              | Campionato europeo Under-18 1982      | Austria Cecoslovacchia Paesi Bassi Polonia Scozia Unione Sovietica |
| Nazione ospitante | Nazione ospitante                     | Messico                                                            |

## Fase a gironi

### Gruppo A

#### Risultati
| Arbitro: | Gérard Biguetz |

|            |           |            |
| Bernal 16’ | Marcatori | 73’ Farina |

| Arbitro: | Edward Bellion |

|  |           |                |
|  | Marcatori | 62’ 78’ Dobbin |

| Arbitro: | Jan Keizer |

|                           |           |           |
| No I.W. 29’ Shin Y.H. 89’ | Marcatori | 10’ Reyna |

| Arbitro: | Carlos Esposito |

|            |           |                             |
| McStay 61’ | Marcatori | 52’ Incantalupo 87’ Patikas |

| Arbitro: | Horst Brummeier |

|           |           |                           |
| Brown 53’ | Marcatori | 16’ Kim J.K. 34’ Kim J.B. |

| Arbitro: | Luís Carlos Félix |

|  |           |            |
|  | Marcatori | 45’ Clarke |

#### Classifica
| Squadra       | Pt | G | V | N | P | GF | GS | DR |
| ------------- | -- | - | - | - | - | -- | -- | -- |
| Scozia        | 4  | 3 | 2 | 0 | 1 | 4  | 2  | +2 |
| Corea del Sud | 4  | 3 | 2 | 0 | 1 | 4  | 4  | 0  |
| Australia     | 3  | 3 | 1 | 1 | 1 | 4  | 4  | 0  |
| Messico       | 1  | 3 | 0 | 1 | 2 | 2  | 4  | -2 |

### Gruppo B

#### Risultati
| Arbitro: | Daqiao Zhang |

|                                                                   |           |                    |
| Klemenz 4’ 21’ 51’ Gorgoń 22’ Wraga 48’ Myśliński 59’ Leśniak 85’ | Marcatori | 67’ Didi 80’ Kassy |

| Arbitro: | Ivan Gregr |

|                          |           |                      |
| Aguilera 2’ Sosa 57’ 64’ | Marcatori | 60’ Hooker 67’ Pérez |

| Arbitro: | Cesar Pagano |

|                |           |  |
| Gelnovatch 79’ | Marcatori |  |

| Arbitro: | Muhamed Larache |

|                              |           |             |
| Zalazar 52’ Aguilera 54’ 66’ | Marcatori | 57’ Klemenz |

| Arbitro: | Okubule Eestus |

|                             |           |  |
| Leśniak 76’ Szczepański 85’ | Marcatori |  |

| Irapuato 8 giugno 1983, ore 15:00 UTC-6 | Costa d'Avorio | 0 – 0 referto | Uruguay | Estadio Sergio León Chavez (15.317 spett.)\| Arbitro: \| Lee Do-Ha \| |
| Arbitro:                                | Lee Do-Ha      |               |         |                                                                       |

#### Classifica
| Squadra        | Pt | G | V | N | P | GF | GS | DR |
| -------------- | -- | - | - | - | - | -- | -- | -- |
| Uruguay        | 5  | 3 | 2 | 1 | 0 | 6  | 3  | +3 |
| Polonia        | 4  | 3 | 2 | 0 | 1 | 10 | 5  | +5 |
| Stati Uniti    | 2  | 3 | 1 | 0 | 2 | 3  | 5  | -2 |
| Costa d'Avorio | 1  | 3 | 0 | 1 | 2 | 2  | 8  | -6 |

### Gruppo C

#### Risultati
| Arbitro: | Hernán Silva |

|  |           |                                                           |
|  | Marcatori | 15’ Gabrich 53’ García 70’ Dertycia 81’ Zarate 89’ Acosta |

| Arbitro: | Romualdas Yushka |

|                                     |           |  |
| V. Kula 9’ 71’ Karoch 48’ Hirko 89’ | Marcatori |  |

| Arbitro: | M. Karim |

|                            |           |                            |
| Dostal 34’ 89’ K. Kula 75’ | Marcatori | 49’ Mai Chao 56’ Li Huayun |

| Arbitro: | Brian McGinley |

|  |           |                            |
|  | Marcatori | 13’ 28’ Gabrich 20’ Zarate |

| Arbitro: | Chris Bambridge |

|                                            |           |  |
| Liu Haiguang 48’ Guo Yijun 79’ Duan Ju 88’ | Marcatori |  |

| Arbitro: | Bernard Grah |

|                           |           |  |
| Vanemerak 15’ Gabrich 77’ | Marcatori |  |

#### Classifica
| Squadra        | Pt | G | V | N | P | GF | GS | DR  |
| -------------- | -- | - | - | - | - | -- | -- | --- |
| Argentina      | 6  | 3 | 3 | 0 | 0 | 10 | 0  | +10 |
| Cecoslovacchia | 4  | 3 | 2 | 0 | 1 | 7  | 4  | +3  |
| Cina           | 2  | 3 | 1 | 0 | 2 | 5  | 8  | -3  |
| Austria        | 0  | 3 | 0 | 0 | 3 | 0  | 10 | -10 |

### Gruppo D

#### Risultati
| Arbitro: | Fermín Ramírez Zermeno |

|  |           |                 |
|  | Marcatori | 78’ Okoronwanta |

| Arbitro: | Rolf Ericson |

|          |           |             |
| Been 49’ | Marcatori | 77’ Geovani |

| Arbitro: | Carlos Luis Alfaro |

|                                         |           |  |
| Gilmar Popoca 7’ Santos 32’ Geovani 43’ | Marcatori |  |

| Arbitro: | José Luis Martínez Bazán |

|                                  |           |                          |
| Duut 12’ Been 48’ van Basten 49’ | Marcatori | 40’ Salimov 46’ Protasov |

| Arbitro: | Keith Hackett |

|                |           |                               |
| Lytovčenko 87’ | Marcatori | 47’ (aut.) Agapov 80’ Geovani |

| Monterrey 9 giugno 1983, ore 21:00 UTC-6 | Nigeria        | 0 – 0 referto | Paesi Bassi | Estadio Tecnológico (41.283 spett.)\| Arbitro: \| Andrzej Libich \| |
| Arbitro:                                 | Andrzej Libich |               |             |                                                                     |

#### Classifica
| Squadra          | Pt | G | V | N | P | GF | GS | DR |
| ---------------- | -- | - | - | - | - | -- | -- | -- |
| Brasile          | 5  | 3 | 2 | 1 | 0 | 6  | 2  | +4 |
| Paesi Bassi      | 4  | 3 | 1 | 2 | 0 | 4  | 3  | +1 |
| Nigeria          | 3  | 3 | 1 | 1 | 1 | 1  | 3  | -2 |
| Unione Sovietica | 0  | 3 | 0 | 0 | 3 | 3  | 6  | -3 |

## Fase a eliminazione diretta
|  | Quarti di finale              | Quarti di finale      |                               |               | Semifinali                | Semifinali                |  |  | Finale                  | Finale |
|  |                               |                       |                               |               |                           |                           |  |  |                         |        |
|  | 11 giugno - Città del Messico |                       |                               |               |                           |                           |  |  |                         |        |
|  |                               |                       |                               |               |                           |                           |  |  |                         |        |
|  | Scozia                        | 0                     |                               |               |                           |                           |  |  |                         |        |
|  | Scozia                        | 0                     | 15 giugno - Città del Messico |               |                           |                           |  |  |                         |        |
|  | Polonia                       | 1                     |                               |               |                           |                           |  |  |                         |        |
|  | Polonia                       | 1                     | Polonia                       | 0             |                           |                           |  |  |                         |        |
|  | 12 giugno - León              |                       | Polonia                       | 0             |                           |                           |  |  |                         |        |
|  |                               | Argentina             | 1                             |               |                           |                           |  |  |                         |        |
|  | Argentina                     | Argentina             | 1                             | 2             |                           |                           |  |  |                         |        |
|  | Argentina                     |                       | 19 giugno - Città del Messico | 2             |                           |                           |  |  |                         |        |
|  | Paesi Bassi                   | 1                     |                               |               |                           |                           |  |  |                         |        |
|  | Paesi Bassi                   | 1                     | Argentina                     | 0             |                           |                           |  |  |                         |        |
|  | 11 giugno - Monterrey         |                       | Argentina                     | 0             |                           |                           |  |  |                         |        |
|  |                               | Brasile               | 1                             |               |                           |                           |  |  |                         |        |
|  | Uruguay                       | Brasile               | 1                             | 1             |                           |                           |  |  |                         |        |
|  | Uruguay                       | 15 giugno - Monterrey |                               | 1             |                           |                           |  |  |                         |        |
|  | Corea del Sud (dts)           | 2                     |                               |               |                           |                           |  |  |                         |        |
|  | Corea del Sud (dts)           | 2                     | Corea del Sud                 | 1             | Finale per il terzo posto | Finale per il terzo posto |  |  |                         |        |
|  | 12 giugno - Guadalajara       |                       | Corea del Sud                 | 1             | Finale per il terzo posto | Finale per il terzo posto |  |  |                         |        |
|  |                               | Brasile               | 2                             |               |                           |                           |  |  |                         |        |
|  | Brasile                       | Brasile               | 2                             | 4             | Polonia (dts)             | 2                         |  |  |                         |        |
|  | Brasile                       |                       |                               | 4             | Polonia (dts)             | 2                         |  |  |                         |        |
|  | Cecoslovacchia                | 1                     |                               | Corea del Sud | 1                         |                           |  |  |                         |        |
|  | Cecoslovacchia                | 1                     |                               |               | 1                         |                           |  |  |                         |        |
|  |                               |                       |                               |               |                           |                           |  |  | 18 giugno - Guadalajara |        |
|  |                               |                       |                               |               |                           |                           |  |  |                         |        |

### Quarti di finale
| Arbitro: | Gérard Biguet |

|  |           |            |
|  | Marcatori | 5’ Klemenz |

| Arbitro: | Carlos Luis Alfaro |

|              |           |                    |
| Martínez 71’ | Marcatori | 54’ 104’ Shin Y.H. |

| Arbitro: | Keith Hackett |

|                       |           |               |
| Borelli 65’ Gaona 90’ | Marcatori | 4’ van Basten |

| Arbitro: | Fermín Ramírez Zermeno |

|                                      |           |           |
| Dunga 18’ Bebeto 29’ Geovani 40’ 60’ | Marcatori | 6’ Dostal |

### Semifinali
| Arbitro: | José Luis Martínez Bazán |

|  |           |            |
|  | Marcatori | 59’ Zarate |

| Arbitro: | Jan Keizer |

|              |           |                              |
| Kim J.B. 14’ | Marcatori | 22’ Gilmar Popoca 81’ Santos |

### Finale per il 3º posto
| Arbitro: | Luís Carlos Félix |

|                             |           |              |
| Krauze 77’ Szczepański 103’ | Marcatori | 37’ Lee K.K. |

### Finale
| Arbitro: | Gérard Biguet |

|  |           |             |
|  | Marcatori | 39’ Geovani |

## Premi
| Scarpa d'oro | Pallone d'oro | Premio Fair-play della FIFA |
| ------------ | ------------- | --------------------------- |
| Geovani      | Geovani       | Corea del Sud               |

## Classifica marcatori
| Pos. | Giocatore               | Gol | Minuti |
| ---- | ----------------------- | --- | ------ |
| 1    | Geovani                 | 6   | 540    |
| 2    | Joachim Klemenz         | 5   | 570    |
| 3    | Jorge Gabrich           | 4   | 540    |
| 4    | Stanislav Dostal        | 3   | 233    |
| 4    | Carlos Alberto Aguilera | 3   | 345    |
| 4    | Shin Yeon-Ho            | 3   | 533    |
| 4    | Roberto Zárate          | 3   | 540    |